# Stamväg 98

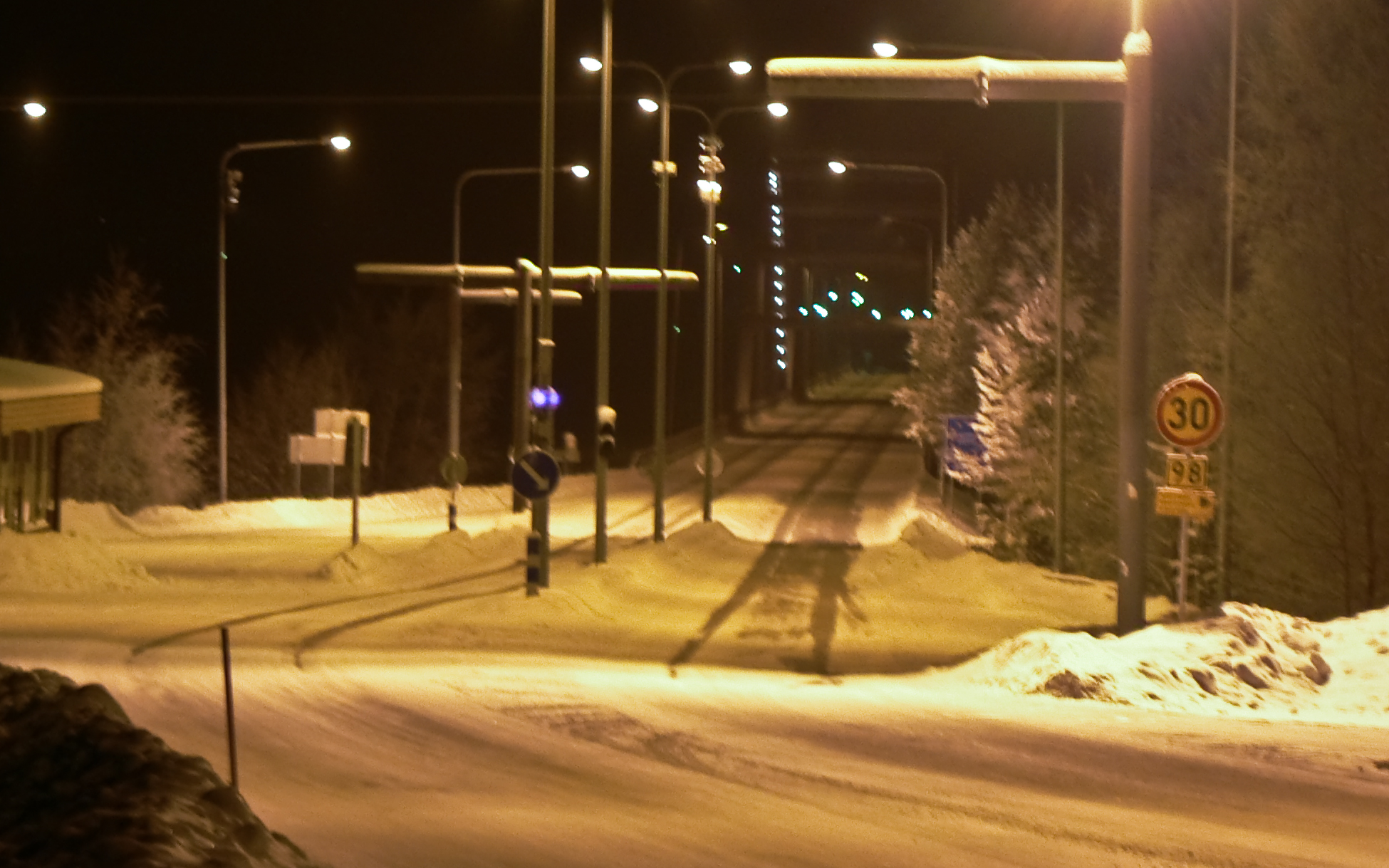
Stamväg 98 in mot bron till Övertorneå, Sverige.

Stamväg 98 är en väg i Övertorneå kommun i Lappland, Finland. Vägen är Finlands kortaste stamväg och är endast 400 meter lång. 
Stamväg 98 sträcker sig från Riksväg 21 (E8) i byn Aavasaksa till gränsen mot Sverige, som går i Torne älv. År 1965 blev bron över älven klar och vägen på den finländska sidan skyltades 930 och på den svenska sidan 401. År 2000 ändrades den svenska vägnumreringen och man drog svenska Riksväg 98 ända till gränsbron. De finländska vägmyndigheterna hade då gärna samma nummer på en stamväg som grannlandets riksväg vid en gränsövergång. Så är det vid en gränsövergång mot Norge, där vägen heter 92 på båda sidor gränsen. Därför upptog man vägen mellan bron och finska Riksväg 21 som en del av de finska huvudvägarna och vägen blev Stamväg 98.
|  | Nr | Trafikplats        | Korsande väg               | Skyltning                    |
|  | -- | ------------------ | -------------------------- | ---------------------------- |
|  |    | Aavasaksa          | E 8'21'930                 | Kilpisjärvi Torneå Rovaniemi |
|  |    | Övertorneå         | Riksgräns Sverige–Finland  |                              |
|  | '  | bro över Torne älv | 459 m lång                 | öppnad 1965                  |
|  |    |                    | Svensk riksväg 98 ansluter |                              |